# Keizō Hamada

Keizō Hamada

Keizō Hamada (jap. 浜田 恵造, Hamada Keizō; * 10. Januar 1952 in Kan’onji, Präfektur Kagawa) ist ein japanischer Politiker. Von 2010 bis 2022 war er für drei Amtszeiten Gouverneur von Kagawa.
Hamada ist Absolvent der Universität Tokio und wurde nach seinem Studienabschluss 1975 Beamter im Finanzministerium. Von 1990 bis 1996 leitete er die Abteilung für allgemeine Angelegenheiten (sōmu-kyoku) in der Präfekturverwaltung von Yamagata, ab 2002 die regionale Außenstelle Tōkai des Finanzministeriums (Tōkai zaimu-kyoku) und von 2007 bis 2008 die Tokioter Zollbehörde (Tōkyō zeikan) mit Zuständigkeit für sieben ostjapanische Präfekturen. 2009 beendete er seine Beamtenlaufbahn.
2010 kandidierte Hamada als Unabhängiger bei der Gouverneurswahl in Kagawa um die Nachfolge von Takeki Manabe, der nach drei Amtszeiten nicht mehr antrat. Seine Kandidatur wurde formal von keiner Partei getragen, erhielt aber Unterstützung aus den vier wichtigsten Fraktionen im Präfekturparlament (LDP, DP, Kōmeitō, SDP) sowie dem Gewerkschaftsbund Rengō Kagawa. Hauptthema im Wahlkampf waren die Wirtschafts- und Beschäftigungssituation in Kagawa. Die Wahl am 29. August 2010 entschied Hamada bei niedriger Wahlbeteiligung von knapp 37 % gegen die Unabhängige Satoko Watanabe, eine ehemalige Präfekturparlamentsabgeordnete, und einen KPJ-gestützten Kandidaten mit rund 46 % der Stimmen für sich.
2014 und 2018 wurde Hamada jeweils gegen nur einen, kommunistischen Herausforderer klar im Amt bestätigt. Zur Wahl 2022 trat er nicht mehr an.